# Mariana Larroquette
Mariana Valeria Larroquette (Ituzaingó, Buenos Aires, Argentina, 24 de octubre de 1992) es una futbolista argentina. Se desempeña como delantera en el Lexington SC de la USL Super League de Estados Unidos, cedida por Orlando Pride. Es internacional con la selección Argentina y, a agosto de 2025, su máxima goleadora histórica junto a Florencia Bonsegundo.

## Trayectoria

### Club Atlético River Plate
Durante su paso por River Plate entre 2009 y 2015, Larroquette se consolidó como una de las máximas goleadoras del fútbol femenino argentino, anotando un total de 208 goles para el club. Integró el plantel que conquistó los torneos Clausura 2009 y Clausura 2010, rompiendo una racha de once años sin títulos para las Millonarias.
En la histórica definición del Clausura 2010 ante Boca Juniors luego de quedar empatados en la tabla general, jugó como titular en el partido de desempate que River ganó 2‑0. Fue también goleadora destacada de varios torneos, como el Clausura 2011, donde terminó como segunda máxima anotadora con 10 tantos.
Su rendimiento ofensivo y regularidad consolidaron a River como uno de los equipos protagonistas del fútbol femenino argentino durante toda la primera mitad de la década de 2010.

### Club Universidad de Chile
Tras ello tuvo su primera experiencia internacional, en la Universidad de Chile durante la temporada 2016-2017, sumándose inmediatamente a los entrenamientos del primer equipo dirigido por Andrés Aguayo. Desde su debut, dejó en claro su poder goleador: anotó seis goles en su presentación ante Deportes La Serena y volvió a marcar en el triunfo sobre Everton de Viña del Mar.
Fue una de las figuras en la campaña del Torneo Apertura 2016, que culminó con el primer título oficial en la historia de las Leonas, quienes vencieron en la final a Palestino por 2‑1. Larroquette fue una de las jugadoras destacadas del partido y terminó como goleadora de su equipo con 21 tantos. Años más tarde, la delantera describiría esa experiencia como una «felicidad plena», destacando el compañerismo y el compromiso colectivo que caracterizó aquel equipo.

### Club Deportivo UAI Urquiza
En 2017 volvió a Argentina para jugar en UAI Urquiza. En su primera temporada levantó el título y fue la goleadora del torneo, con una performance arrolladora anotando 45 goles. Este título clasificó a la UAI Urquiza a la Copa Libertadores Femenina 2018.
En la Copa Libertadores Femenina 2018, Mariana se volvió a destacar anotando 2 de los 3 goles de su equipo. En la vctoria por 1 a 0 ante el Flor de Patria y en el empate en 1 ante Irandubra, quedando afuera en fase de grupos solo por diferencia de goles.
En la Fase Clasificatoria de la Temporada 2018-19 del fútbol femenino, vuelve a demostrar su poder de fuego, anotando 13 goles en 8 partidos: River (1), El Porvenir (4), UBA (3), Huracán (4), Independiente (1). Ya en Fase de Competencia, su racha goleadora no mermó, convirtiendo 14 goles en 14 fechas. Terminó así la temporada con una implacable marca de 27 goles (4 hat-tricks), siendo goleadora del torneo, escoltada por sus compañeras furgoneras, Paula Ugarte y Mariana Gaitan y clasificando nuevamente a la Copa Libertadores Femenina 2019.
Goleadora nata, debuta en el primer torneo profesional de Argentina con 2 goles antes Independiente (2-1) por la primera fecha.
Aunque las guerreras se quedaron en cuartos de final en la Copa Libertadores Femenina 2019 jugada en Ecuador, cayendo 3 a 2 antes el América de Cali, Mariana se hizo notar convirtiendo en 6 ocasiones. Gol de la victoria (2 a 1) ante Independiente de Medellín. 4 goles en la goleada por 6 a 0 a Municipalidad de Majes y un tanto de penal ante América de Cali.
El 19 de octubre de 2019, en la mencionada goleada 6 a 0 al Majes de Perú, Larroquette convirtió su gol número 100 para el UAI Urquiza, hecho que le valió el reconocimiento del club en febrero del siguiente año.

### Lyn Fotball
En 2020, tuvo un breve paso por el Lyn Fotball Damer de la Toppserien de Noruega, convirtiéndose así en la primera futbolista argentina en jugar esa liga. Debutó con el equipo en la Fecha 9 de la liga, el 26 de agosto, en una derrota 2-0 ante el Vålerenga y luego de tres partidos jugados, se despidió del club en diciembre de 2020.
Al haber sido su primera experiencia en Europa y en un contexto de pandemia de COVID-19, vivió sola en Oslo, enfrentó desafíos como los protocolos sanitarios, el idioma y la adaptación cultural, pero reconoció que la liga noruega le aportó un nivel físico importante para lo que sería su desarrollo posterior en la liga estadounidense.

### Kansas City
En diciembre de 2020, el recién creado Kansas City NWSL de la National Women's Soccer League anunció la incorporación de Larroquette como el primer refuerzo internacional en la historia del club mediante un contrato de dos años de cara a la NWSL 2021. Sus primeros minutos en el club llegaron a principios de abril de 2021, en un empate 1-1 frente al Chicago Red Stars en el marco de la NWSL Challenge Cup 2021, entrando como sustituta en el minuto 94.
El 23 de junio marcó su primer gol en la sexta fecha de la liga frente a Orlando Pride, con un disparo desde fuera del área para poner el empate parcial 1‑1 al minuto 45+8. En total disputó 21 partidos oficiales, incluyendo la NWSL Challenge Cup y la liga regular; fue titular en 9 encuentros y registró 2 goles y 1 asistencia. A fin de ese año, el club decidió dejarla ir.

### Sporting de Lisboa
En enero de 2022, Larroquette firmó un contrato por seis meses con el Sporting de Lisboa, uno de los principales clubes del fútbol femenino en Portugal. Durante su estadía, disputó 8 encuentros de liga, donde anotó 3 goles, y participó en 5 partidos de la Copa de Portugal, marcando al menos un gol en la fase previa. Asimismo, fue parte del equipo que conquistó la Taça de Portugal 2022, tras una victoria 2‑1 sobre el Famalicão en el Estadio Nacional de Portugal, en un evento con más de 13.000 espectadores.
En junio de 2022, el club realizó una reestructuración del plantel femenino por motivos económicos, rescindiendo el vínculo de varias jugadoras, incluida Larroquette.

### Club León
Larroquette se incorporó al Club León en julio de 2022 como uno de los refuerzos argentinos para el torneo Apertura 2022 junto a Ruth Bravo y Romina Núñez. Uno de los momentos más destacados fue su doblete contra Tigres en la jornada 16: dos goles que sellaron la victoria 2‑0 para darle al León su segundo triunfo histórico ante uno de los equipos más ganadores de la liga. Durante su estancia con las Esmeraldas, la delantera disputó 26 partidos de liga y marcó 9 goles, convirtiéndose en una de las goleadoras del equipo.
Dejó el club en julio de 2023, y su salida fue anunciada oficialmente al término del Clausura 2023. Se despidió con un gol en la última jornada del torneo ante Atlas en el Estadio Jalisco.

### Orlando Pride

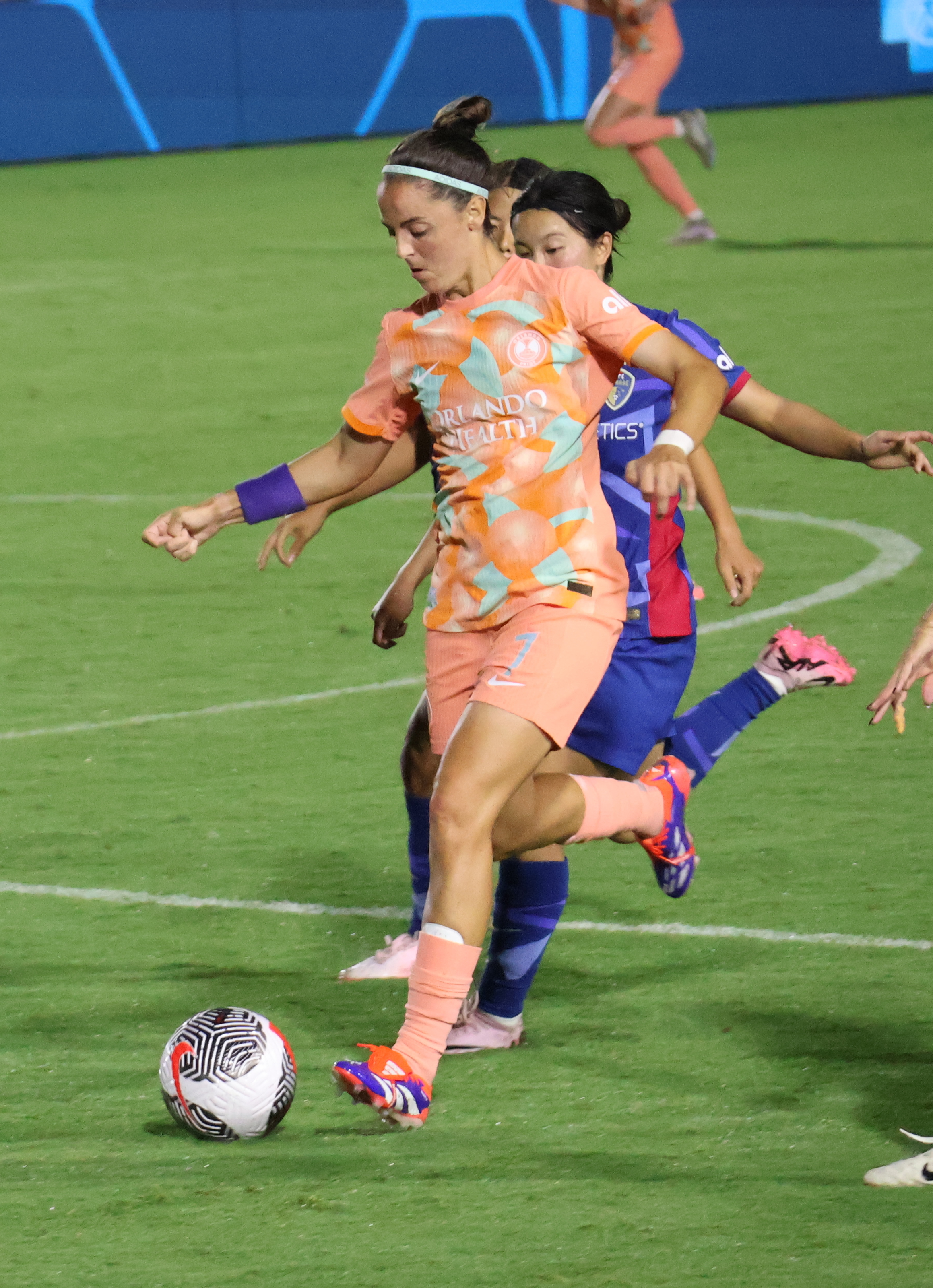
Larroquette con el Orlando Pride en 2024.

Larroquette se unió al Orlando Pride en julio de 2023 firmando un contrato hasta la temporada 2025 de la NWSL. Debutó el 20 de agosto de 2023 contra Chicago Red Stars y anotó su primer gol apenas cuatro minutos después de ingresar al campo como suplente, en un triunfo histórico por 5-0 que igualó el récord del club de más goles en un partido. Durante la temporada 2024, tuvo escasa participación: jugó sólo cuatro partidos de liga, todos desde el banco, y no registró goles ni asistencias, lo que puso en duda su futuro en el equipo.
En enero de 2025, fue cedida a Newell’s Old Boys hasta el 1 de julio de ese año permitiéndole ganar minutos en su país.
Al término de su préstamo, fue cedida nuevamente, esta vez al Lexington SC de la USL Super League, préstamo que se extiende hasta el final de la temporada 2025 de la NWSL.

## Selección argentina
En 2007, comenzó a representar a la selección nacional, cuando con 14 años fue convocada para integrar el plantel sub-17.
A los 16 años comenzó a jugar en la sub-20 y participó en dos mundiales de la categoría: Chile 2008 y Japón 2012.
Fue parte del elenco campeón en los Juegos Sudamericanos de Santiago 2014 y disputó los Juegos panamericanos de Toronto 2015.
Jugó la Copa América de Ecuador 2014 y se colgó la medalla de bronce en la Copa América de Chile 2018 y el repechaje en el que Argentina consiguió la clasificación a la Copa Mundial Femenina de Francia 2019.
Participó de los mundiales Sub-20 de Chile 2008 y Japón 2012, además de los Juegos panamericanos de Toronto 2015 y los Juegos Odesur Santiago 2014 para el seleccionado mayor en la que salió campeona, siempre para el seleccionado argentino.
Fue convocada y disputó la Copa Mundial Femenina de Fútbol de 2019, en donde Argentina no lograría superar la fase de grupos.
En 2019, consiguió la medalla de plata en los Juegos Panamericanos de Lima 2019, siendo la goleadora del torneo con 5 tantos.
Larroquette fue parte del plantel que disputó la Copa América Femenina 2022, obteniendo un tercer lugar que permitiría la clasificación directa a la Copa Mundial Femenina de Fútbol de 2023. 
El 8 de julio de 2023 se da a conocer la lista final de 23 convocadas al Mundial Australia-Nueva Zelanda 2023 siendo parte de la misma.

#### Participaciones en Copas del Mundo
| Torneo               | Sede                     | Resultado    | Partidos | Goles | Asistencias |
| -------------------- | ------------------------ | ------------ | -------- | ----- | ----------- |
| Copa Mundial de 2019 | Francia                  | Primera fase | 3        | 0     | 0           |
| Copa Mundial de 2023 | Australia/ Nueva Zelanda | Primera fase | 3        | 0     | 0           |

## Estadísticas

### Clubes
| Clubes                          | Año | Amistosos | Amistosos | Torneo Local | Torneo Local | Copa Libertadores | Copa Libertadores | Total | Total |
| Clubes                          | Año | Part.     | Goles     | Part.        | Goles        | Part.             | Goles             | Part. | Goles |
| ------------------------------- | --- | --------- | --------- | ------------ | ------------ | ----------------- | ----------------- | ----- | ----- |
| River Plate Argentina           |     |           |           |              |              |                   |                   |       |       |
| 2010/15                         | -   | -         | ?         | 208          | -            | -                 | ?                 | 208   |       |
| Total                           | -   | -         | ?         | 208          | -            | -                 | ?                 | 208   |       |
| Universidad de Chile · Chile    |     |           |           |              |              |                   |                   |       |       |
| 2016/17                         | -   | -         | 8         | 21           | -            | -                 | 8                 | 21    |       |
| Total                           | 0   | 0         | 8         | 21           | 0            | 0                 | 8                 | 21    |       |
| UAI Urquiza Argentina           |     |           |           |              |              |                   |                   |       |       |
| 2017/18                         | -   | -         | 23        | 45           | 3            | 2                 | 26                | 47    |       |
| 2018/19                         | -   | -         | 22        | 27           | 4            | 6                 | 26                | 33    |       |
| 2019/20                         | -   | -         | 1         | 2            | -            | -                 | 1                 | 2     |       |
| Total                           | 0   | 0         | 46        | 74           | 7            | 8                 | 53                | 82    |       |
| Kansas City NWSL Estados Unidos |     |           |           |              |              |                   |                   |       |       |
| 2021                            | -   | -         | -         | -            | -            | -                 | -                 | -     |       |
| Total                           | 0   | 0         | 8         | 21           | 0            | 0                 | 8                 | 21    |       |
| Total carrera                   |     | -         | -         | ?            | 303          | 7                 | 8                 | ?     | 311   |

| Selección | Año   | Amistoso | Amistoso | Copa América | Copa América | Repechaje | Repechaje | Mundial | Mundial | Juegos Panamericanos | Juegos Panamericanos | Juegos Suramericanos | Juegos Suramericanos | Total | Total |
| Selección | Año   | PJ       | G        | PJ           | G            | PJ        | G         | PJ      | G       | PJ                   | G                    | PJ                   | G                    | PJ    | G     |
| --------- | ----- | -------- | -------- | ------------ | ------------ | --------- | --------- | ------- | ------- | -------------------- | -------------------- | -------------------- | -------------------- | ----- | ----- |
| Argentina |       |          |          |              |              |           |           |         |         |                      |                      |                      |                      |       |       |
| 2014      | 4     | 0        | 7        | 3            | 0            | 0         | 0         | 0       | 0       | 0                    | 4                    | 0                    | 15                   | 3     |       |
| 2015      | 0     | 0        | 0        | 0            | 0            | 0         | 0         | 0       | 3       | 1                    | 0                    | 0                    | 3                    | 1     |       |
| 2017      | 3     | 1        | 0        | 0            | 0            | 0         | 0         | 0       | 0       | 0                    | 0                    | 0                    | 3                    | 1     |       |
| 2018      | 3     | 0        | 7        | 2            | 2            | 1         | 0         | 0       | 0       | 0                    | 0                    | 0                    | 12                   | 3     |       |
| 2019      | 9     | 1        | 0        | 0            | 0            | 0         | 3         | 0       | 5       | 4                    | 0                    | 0                    | 17                   | 5     |       |
| 2021      | 9     | 4        | 0        | 0            | 0            | 0         | 0         | 0       | 0       | 0                    | 0                    | 0                    | 9                    | 4     |       |
| 2022      | 5     | 0        | 5        | 0            | 0            | 0         | 0         | 0       | 0       | 0                    | 0                    | 0                    | 10                   | 0     |       |
| Total     | Total | 33       | 6        | 19           | 5            | 2         | 1         | 3       | 0       | 8                    | 5                    | 4                    | 0                    | 69    | 17    |

### Hat-Tricks
| Partidos en los que anotó tres o más goles | Partidos en los que anotó tres o más goles | Partidos en los que anotó tres o más goles  | Partidos en los que anotó tres o más goles | Partidos en los que anotó tres o más goles | Partidos en los que anotó tres o más goles |
| N.º                                        | Fecha                                      | Partido                                     | Goles                                      | Resultado                                  | Competición                                |
| ------------------------------------------ | ------------------------------------------ | ------------------------------------------- | ------------------------------------------ | ------------------------------------------ | ------------------------------------------ |
| 1                                          | 7 de octubre de 2018                       | El Porvenir - UAI Urquiza                   | 4                                          | 0 - 14                                     | Primera División Femenina Argentina        |
| 2                                          | 13 de octubre de 2018                      | UBA - UAI Urquiza                           | 3                                          | 1 - 5                                      | Primera División Femenina Argentina        |
| 3                                          | 21 de octubre de 2018                      | Huracán - UAI Urquiza                       | 4                                          | 10 - 1                                     | Primera División Femenina Argentina        |
| 4                                          | 13 de abril de 2019                        | Lanús - UAI Urquiza                         | 3                                          | 9 - 0                                      | Primera División Femenina Argentina        |
| 5                                          | 28 de julio de 2019                        | Perú - Argentina                            | 3                                          | 0 - 3                                      | Juegos Panamericanos de Lima 2019          |
| 6                                          | 19 de octubre de 2019                      | UAI Urquiza - Municipalidad de Majes (Perú) | 4                                          | 6 - 0                                      | Copa Libertadores Femenina 2019            |
| 7                                          | 22 de febrero de 2020                      | UAI Urquiza - El Porvenir                   | 3                                          | 6 - 1                                      | Primera División Femenina Argentina        |
| 8                                          | 29 de febrero de 2020                      | Rosario Central - UAI Urquiza               | 3                                          | 3 - 6                                      | Primera División Femenina Argentina        |
| 9                                          | 7 de marzo de 2020                         | UAI Urquiza - Huracán                       | 3                                          | 8 - 1                                      | Primera División Femenina Argentina        |

## Palmarés
| Título                    | Club                 | País      | Año           |
| ------------------------- | -------------------- | --------- | ------------- |
| Primera División A        | River Plate          | Argentina | 2009          |
| Primera División A        | River Plate          | Argentina | 2010          |
| Primera División de Chile | Universidad de Chile | Chile     | 2016          |
| Primera División A        | UAI Urquiza          | Argentina | 2017-18       |
| Primera División A        | UAI Urquiza          | Argentina | 2018-19       |
| Primera División A        | Newell's Old Boys    | Argentina | Apertura 2025 |

### Distinciones individuales
| Distinción                                                     | Año     |
| -------------------------------------------------------------- | ------- |
| Máxima goleadora de la Primera División Femenina (45 goles)    | 2017-18 |
| Máxima goleadora de la Primera División Femenina (28 goles)    | 2018-19 |
| Máxima goleadora de los Juegos Panamericanos de Lima (5 goles) | 2019    |